# Émile Coste
Émile Coste (n. 2 februarie 1862, Toulon, Franța – d. 7 iulie 1927, Toulon, Franța) a fost un scrimer francez, medaliat olimpic. A participat la o ediție a Jocurilor Olimpice (1900) în care a câștigat o medalie de aur.

## Participări
Lista de mai jos prezintă principalele competiții la care a participat Émile Coste de-a lungul carierei.
- fencing at the 1900 Summer Olympics – men's foil[*]